# Zoothamniidae
Famille
Les Zoothamniidae sont une famille de Ciliés de la classe des Oligohymenophorea et de l'ordre des Peritrichida.

## Étymologie
Le nom de la famille vient du genre type Zoothamnium, dérivé du grec ancien ζωον / zoon, « être vivant (le plus souvent) animal », et θαμνίον -thamnion, diminutif de θάμνος -thamnos, « buisson, arbrisseau », littéralement « animal arbrisseau », en référence à la forme arborescente des colonies que constituent ces ciliés.

## Description
Les Zoothamniidae ont une taille petite (< 80 µm) à grande (> 200 µm). Leur forme varie entre cloche et cylindrique allongée. Leur zooïde contient un myonème contractile (= spasmonème) qui se comprime lors de la contraction sous forme de plis en zigzag dans un plan. Les zooïdes se présentent sous des formes coloniales, partageant un spasmonème continu qui s'étend dans toute la colonie, de sorte que la colonie entière est contractile. Certaines espèces coloniales sont dimorphes, formant des macrozoïdes, spécialisées dans la production de télotroques (forme larvaire migratrice nageant librement)) ou de formes conjugués. Leur région buccale possède, notamment, une lèvre péristomiale rétractable et un disque épistomial légèrement protubérant. Leur macronoyau est en forme de bande. Micronoyau et vacuole contractile sont présents. Le cytoprocte n'a pas été observé.

## Habitat
Les Zoothamniidae  vivent aussi bien en milieu marin qu'en eau douce, attachés à des objets inanimés, des plantes, des rotifères, des crustacés et même des tortues.

## Liste des genres
Selon GBIF (25 février 2024) :
- Craspedomyoschiston Precht, 1935
- Mesothamnium Jankowski, 1985
- Myoschiston Jankowski, 1985
- Zoothamnioides Schödel, 2006
- Zoothamnium Bory de St.Vincent, 1824 genre type
  - Genres synonymes : Autochloe, Dendrella, Zoocladium.
  - Espèce type : Zoothamnium ovifera (Modeer, 1790) Bory, 1824
- Zoothamnopsis Song, 1997

Selon Lynn (2010) :
- Craspedomyoschiston Precht, 1935
- Haplocaulus Warren, 1988
- Mesothamnium Jankowski, 1985
- Myoschiston Jankowski, 1985
- Pseudohaplocaulus Warren, 1988
- Zoothamnioides Schoedel, 2006 *
- Zoothamnium Bory de St. Vincent, 1824
- Zoothamnopsis Song, 1997

## Systématique
Le nom valide de ce taxon est Zoothamniidae Sommer (d), 1951.